# Tegenaria scopifera
Espèce
Tegenaria scopifera est une espèce d'araignées aranéomorphes de la famille des Agelenidae.

## Distribution
Cette espèce est endémique des îles Baléares en Espagne.

## Description
Le mâle holotype mesure 8,72 mm et les femelles de 6,56 à 10,97 mm.

## Publication originale
- Barrientos, Ribera & Pons, 2002 : Nuevos datos sobre los agelénidos de las islas Baleares (Araneae: Agelenidae). Revista Ibérica de Aracnología, vol. 6, p. 85-90 (texte intégral).